# Mega (rede de televisão)
Red Televisiva Megavisión, conhecida simplesmente como Mega, é uma rede de televisão comercial privada chilena. Atualmente, o canal é transmitido no canal digital 27 (ISDB-Tb). Em 2012, a propriedade do canal Mega foi transferida do Grupo Claro para o Grupo Bethia. Em junho de 2016, a Discovery Inc. (atual Warner Bros. Discovery) adquiriu 27,5% do canal por cerca de $40 mil milhões de pesos chilenos.

## História
A Mega começou a transmitir em 23 de outubro de 1990. Originalmente se chamava Red Televisiva Megavisión antes de mudar de nome em 2001. É a primeira rede de televisão privada do Chile.[carece de fontes?]

## Programas

### Programas atuais
- Meganoticias (1990-2013, 2019-presente) (telejornais), apresentado por Soledad Onetto, José Luis Reppening e Catalina Edwards.
- Mucho gusto (2001-presente) (programa matutino), apresentado por Luis Jara e Katherine Salosny.
- Verdades ocultas (2017-presente) (telenovela), com Camila Hirane, Matías Oviedo, Carlos Díaz, Francisca Gavilán, Solange Lackington, Cristián Campos, Mabel Farías e Cristián Carvajal.
- Pobre novio (2021-) (telenovela), com Etienne Bobenrieth, Montserrat Ballarín e Francisca Walker.
- Amar profundo (2021-) (telenovela), com María Gracia Omegna e Nicolás Oyarzún.
- Çukur (Show TV, 2017-2021) (telenovela), com Aras Bulut İynemli, Dilan Çiçek Deniz, Perihan Savaş, Müfit Kayacan, Erkan Kolçak Köstendil, Rıza Kocaoğlu, Necip Memili e Damla Sönmez.
- Dulce ambición (A Dona do Pedaço) (TV Globo, 2019) (telenovela), com Juliana Paes, Agatha Moreira, Marcos Palmeira, Reynaldo Gianecchini, Paolla Oliveira, Sérgio Guizé, Nathalia Dill e Lee Taylor.
- Rock Story (TV Globo, 2016-2017) (telenovela), com Vladimir Brichta, Nathalia Dill, Alinne Moraes, Rafael Vitti, João Vicente de Castro, Viviane Araújo, Nicolas Prattes e Caio Paduan.

### Programas anteriores
- Insensato corazón (TV Globo, 2011) (telenovela) (2021), com Glória Pires, Gabriel Braga Nunes, Paolla Oliveira, Eriberto Leão, Herson Capri, Deborah Secco, Antônio Fagundes e Camila Pitanga.
- İntikam (Kanal D, 2013-2014) (telenovela) (2021), com Beren Saat.
- Edificio Corona (2021) (telenovela), com Paola Volpato, Francisco Melo, María Gracia Omegna e Nicolás Oyarzún.
- Demente (2021) (telenovela), com Paz Bascuñán, Benjamín Vicuña e Francisco Pérez-Bannen.
- 100 días para enamorarse (2019-2021) (telenovela).
- Yo soy Lorenzo (2019-2020) (telenovela).
- Nuevo Sol (TV Globo, 2018) (telenovela) (2020).
- Orgullo y pasión (TV Globo, 2018) (telenovela) (2020).
- Avenida Brasil (TV Globo, 2012) (telenovela) (2019).
- El otro lado del paraíso (TV Globo, 2017-2018) (telenovela) (2019).
- Crash (Show TV, 2018-2019) (telenovela) (2019).
- ¿Y tú quién eres? (TV8, 2018-2019) (telenovela) (2019).
- Madre (Star TV, 2016-2017) (telenovela) (2018).
- Mar de amores (Kanal D, 2010-2013) (telenovela) (2018).
- Zeynep (Kanal D, 2013-2014) (telenovela) (2018).
- Querer sin límites (TV Globo, 2017) (telenovela) (2018).
- Cesur ve Güzel (Star TV, 2016-2017) (telenovela) (2018).
- Mi patria eres tú (Kanal D, 2016-2018) (telenovela) (2018).
- Sombras del ayer (TV Globo, 2016-2017) (telenovela) (2018).
- Perdona nuestros pecados (2017-2018) (telenovela).
- Kara Sevda (Star TV, 2015-2017) (telenovela) (2017).
- A través del tiempo (TV Globo, 2015-2016) (telenovela) (2017).
- Totalmente Diva (TV Globo, 2015-2016) (telenovela) (2017).
- İçerde (Show TV, 2016-2017) (telenovela) (2016).
- La familia (Kanal D, 2006-2010) (telenovela) (2017-2018).
- İffet (Star TV, 2011-2012) (telenovela) (2017).
- El secreto de Feriha (Show TV, 2011-2012) (telenovela) (2016-2017).
- El regreso de Lucas (Telefe/América Televisión, 2016) (telenovela) (2017).
- Karadayı (ATV, 2012-2015) (telenovela) (2015-2017).
- Mi último deseo (Kanal D, 2007-2008) (telenovela) (2016).
- Medcezir (Star TV, 2013-2014) (telenovela) (2016).
- Te doy la vida (2016) (telenovela),
- No te enamores (Star TV, 2014-2015) (telenovela) (2016).
- Pasión y poder (Televisa, 2015-2016) (telenovela) (2016).
- Morandé con Compañía (2001-2021) (show de variedades), apresentado por Kike Morandé.
- Más vale tarde (Mega, 2014-2015) (late show), apresentado por Álvaro Escobar.
- Sıla (série) (2015-).
- Gümüş (série) (2015-).
- Kara Para Aşk (ATV, 2014-2015) (série) (2015-).
- Muchacha italiana viene a casarse (Televisa, 2014-2015) (2015), com Livia Brito e José Ron.
- Papá a la deriva (Mega, 2015) (telenovela), com Gonzalo Valenzuela e María Gracia Omegna.
- Abismo de pasión (Televisa, 2012) (telenovela) (2012, 2015), com Angélique Boyer e David Zepeda.
- Eres mi tesoro (Mega, 2015) (telenovela), com María José Bello e Álvaro Morales.
- Pituca sin lucas (Mega, 2014-2015) (telenovela) (2014-2015, 2015-), com Paola Volpato e Álvaro Rudolphy.
- The Switch Drag Race (Mega, 2015), apresentado por Karla Constant.
- SpongeBob SquarePants (Bob Esponja) (desenho)
- The Fairly OddParents (Os Padrinhos Mágicos) (desenho)
- Peppa Pig (Peppa) (desenho)
- Ezel (2009-2011) (série) (2014-2015).
- La sombra del pasado (Televisa, 2014-2015) (2015), com Michelle Renaud e Pablo Lyle.
- Amor a pruebas (Mega, 2014-2015) (reality show), apresentado por Karla Constant.
- ¿Qué culpa tiene Fatmagül? (Kanal D, 2010-2012) (série) (2014), com Beren Saat.
- La malquerida (Televisa, 2014) (telenovela) (2014-2015), com Victoria Ruffo, Christian Meier e Ariadne Díaz.
- La gata (Televisa, 2014) (telenovela) (2014-2015), com Maite Perroni e Daniel Arenas.
- Las mil y una noches (Kanal D, 2006-2009) (série) (2014-2015), com Halit Ergenç, Bergüzar Korel, Tardu Flordun e Ceyda Düvenci.
- Caso Cerrado (talk show) (2009-2014), apresentado pela Dr. Ana María Polo.
- Lo que la vida me robó (Televisa, 2013-2014) (telenovela) (2014), com Angelique Boyer e Sebastián Rulli.
- Secreto a voces (Mega, 2011-2014) (magazine), apresentado por Mario Velasco e Karla Constant.
- Sábado por la Noche (talk show), apresentado por Francisco Kaminski.
- El Internado (Antena 3, 2007-2010) (série) (2013-2014), com Natalia Millán e Martiño Rivas.
- En nombre del amor (Televisa, 2008-2009) (telenovela) (2008-2009, 2013), com Allison Lozz, Sebastián Zurita, Altair Jarabo, Victoria Ruffo, Arturo Peniche e Leticia Calderón.
- Corona de lágrimas (Televisa, 2012-2013) (telenovela) (2013-2014), com Victoria Ruffo.
- Alcatraz (FOX, 2012) (série) (2013), com Sarah Jones e Jorge Garcia.
- A Todo o Nada (Mega, 2013-2014), apresentado por Francisco Kaminski.
- Corazón indomable (Televisa, 2013) (telenovela) (2013), com Ana Brenda e Daniel Arenas.
- Destilando amor (Televisa, 2007) (telenovela) (2007, 2013), com Angélica Rivera, Eduardo Yáñez, Martha Julia, Sergio Sendel e Chantal Andere.
- El Barco (Antena 3, 2011-2013) (série) (2013), com Juanjo Artero, Mario Casas, Blanca Suárez e Irene Montalà.
- Trepadores (Mega, 2013) (reality show), apresentado por Pablo Mackenna.
- Meganoticias (1990-2013) (telejornais), apresentado por José Luis Reppening, Catalina Edwards, Bernardo de la Maza, Maritxu Sangroniz, Eduardo Palacios, María José Gatti e Rayén Araya.
- Amores Verdaderos (Televisa, 2012-2013) (telenovela) (2012-2013), com Érika Buenfil, Eduardo Yáñez, Eiza González e Sebastián Rulli.
- Por ella soy Eva (Televisa, 2012) (telenovela) (2012-2013), com Jaime Camil, Lucero, Marcelo Córdoba, Mariana Seoane, Jesús Ochoa, Patricia Navidad, Helena Rojo e Leticia Perdigón.
- Pablo Escobar: El Patrón del Mal (Caracol Televisión, 2012) (telenovela) (2013), com Andrés Parra e Angie Cepeda.
- Casado con Hijos (Married… with Children) (2006-2008) (sitcom) (2006-2010, 2013), com Fernando Larraín, Javiera Contador, Fernando Godoy e Dayana Amigo.
- Mandiola y compañía (Mega, 2008) (série) (2008, 2013), com Eduardo Ravani, Jorge Pedreros, Gladys del Río, Fernando Alarcón e Fernando Godoy.
- En pauta (Mega, 2012-2013) (telejornais), apresentado por Soledad Onetto.
- Amor Bravío (Televisa, 2012) (telenovela) (2012-2013), com Silvia Navarro e Cristián de la Fuente.
- Xtreme Dance Chile (Mega, 2013), apresentado por Fernando Godoy e Javiera Suárez.
- Los Tuins (Mega, 2013), com Ernesto Belloni e Fernando Godoy.
- Desfachatados (Mega, 2013) (humor), com Javiera Contador, Fernando Godoy, Kurt Cabrera, Pablo Zamora, Mariú Martínez e María José Quiroz.
- 2° Festival Viva Dichato (2013), apresentado por Luis Jara, Pamela Díaz, Pamela Le Roy, Nidyan Fabregat e Macarena Venegas.
- Violetta (Disney Channel, 2012) (série) (2013), com Martina Stoessel.
- Coliseo Romano (Mega, 2011-2012), apresentado por Álvaro Salas.
- La que no podía amar (Televisa, 2011-2012) (telenovela) (2012), com Ana Brenda Contreras, Sergio Salinas, José Ron, Susana González, Ingrid Martz, Ana Martín, Ana Bertha Espín, Anaís Salazar e Osvaldo Benavides.
- Jardín secreto (SBS, 2010-2011) (série) (2012)
- Casi el paraíso (KBS2, 2009) (série)
- Laura (talk show) (2012), apresentado pela abvogado Laura Bozzo.
- 1° Festival Viva Dichato (Mega, 2012), apresentado por Giancarlo Petaccia, Marcela Vacarezza, María Luisa Godoy, Rocío Marengo e Catalina Pulido.
- Relaciones peligrosas (Telemundo, 2012) (telenovela) (2012), com Sandra Echeverría, Gabriel Coronel e Ana Layevska.
- Caiga Quien Caiga (comédia)
- Cara y Sello (reality show), apresentado por María Elena Dressel.
- La liga (reality show)
- Veredicto (talk show) (2007-2011), apresentado pela abvogado Macarena Venegas.
- La Colonia (2010-2011) (sitcom), com Marcial Tagle, Javiera Contador, Fernando Godoy, Dayana Amigo, Luis Gnecco e Felipe Izquierdo.
- Gigantes con Vivi (2010-2011), apresentado por Vivi Kreutzberger.
- Salas de Juego (2011), apresentado por Álvaro Salas e Mariana Derderián.
- La Ley de la Selva (2002-2010) (show de variedades), apresentado por Iván Arenas, Lucila Vit e José Miguel Castro.
- Triunfo del amor (Triunfo do amor) (Televisa, 2010-2011) (telenovela) (2011), com Maite Perroni, William Levy, Victoria Ruffo, Osvaldo Ríos, Daniela Romo, Guillermo García Cantú, Diego Olivera e Dominika Paleta.
- Cuando me enamoro (Televisa, 2010-2011) (telenovela) (2011), com Silvia Navarro, Juan Soler e Jessica Coch.
- Soy tu dueña (Sou Tua Dona) (Televisa, 2010) (telenovela) (2010-2011), com Lucero, Fernando Colunga e Gabriela Spanic.
- Mar de amor (Televisa, 2009-2010) (telenovela) (2010), com Zuria Vega e Mario Cimarro.
- Sortilégio (Televisa, 2009) (telenovela) (2009), com Jacqueline Bracamontes e William Levy.
- La muralla infernal (game show) (2009), apresentado por Fernando Godoy e Lucila Vit.
- La muralla estelar (game show) (2009), apresentado por José Miguel Viñuela e Javiera Contador
- Casado con Hijos (Married… with Children) (2006-2008) (sitcom), com Fernando Larraín, Javiera Contador, Fernando Godoy e Dayana Amigo.
- La Nany (The Nanny) (2005) (sitcom), com Alejandra Herrera.
- Hola Andrea (talk show), apresentado por Andrea Molina.
- Hamtaro (desenho)
- Rebelde (Televisa, 2004-2006) (telenovela) (2005-2006), com Anahí, Alfonso Herrera, Dulce María, Christopher Uckermann, Maite Perroni, Christian Chávez, Angelique Boyer, Jack Duarte, Zoraida Gómez, Eddy Vilard, Leticia Perdigón, Ninel Conde, Manola Diez, Felipe Nájera e Derrick James.
- E.R. (Plantão Médico (série))
- 24 (24 horas)
- Al diablo con los guapos (Ao Diabo com os Bonitos) (Televisa, 2007-2008) (telenovela) (2008), com Allison Lozano, Eugenio Siller e Altair Jarabo.
- Para toda la vida (Televisa, 1996) (telenovela), com Ofelia Medina e Exequiel Lavanderos.
- Ahora noticias (2013-2019) (telejornais), apresentado por Soledad Onetto, José Luis Reppening e Catalina Edwards.

## Slogans
- 1992—2001: Megavisión, mucho que ver.
- 2001—10: Mega, Se Vive!
- 2010—13: Mega, ¡me gusta!
- 2013—15: Mega, cambia contigo.
- 2015-18: Mi Mega.
- 2018-presente: Tú nos inspiras.

## Logotipos

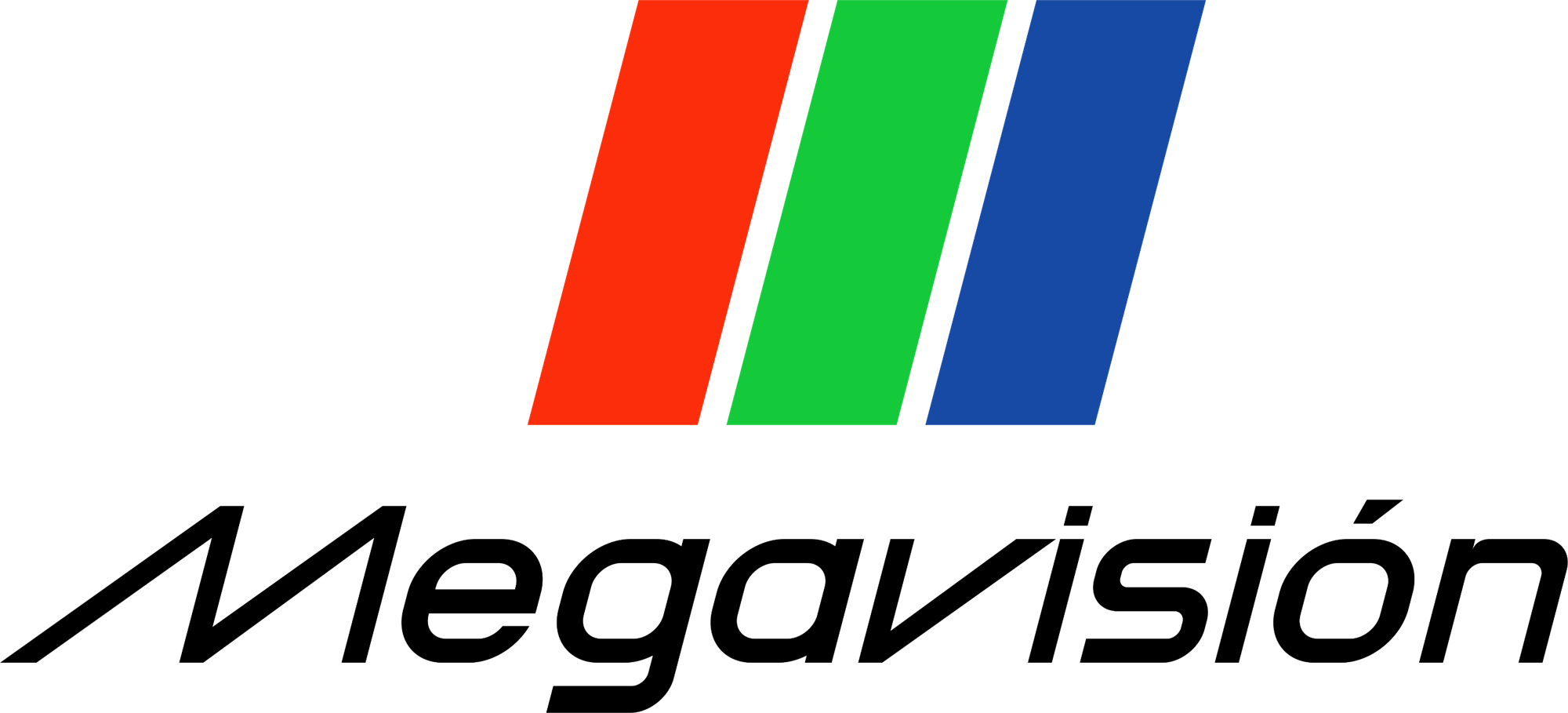
Quarto e último logo do canal com riscos usado de 1999 a 2001.
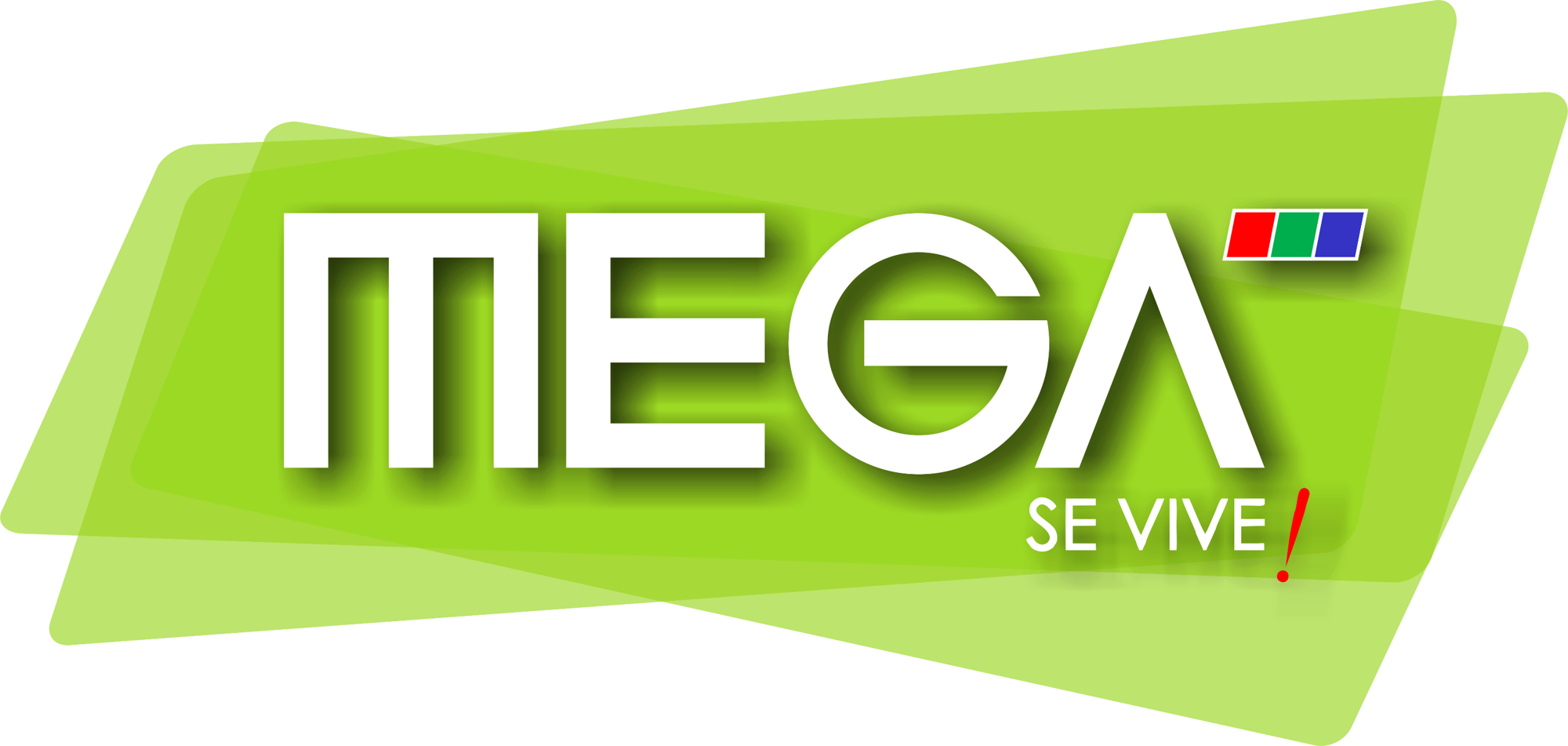
Terceiro e último logo com os riscos do canal usado de 2006 a 2010.
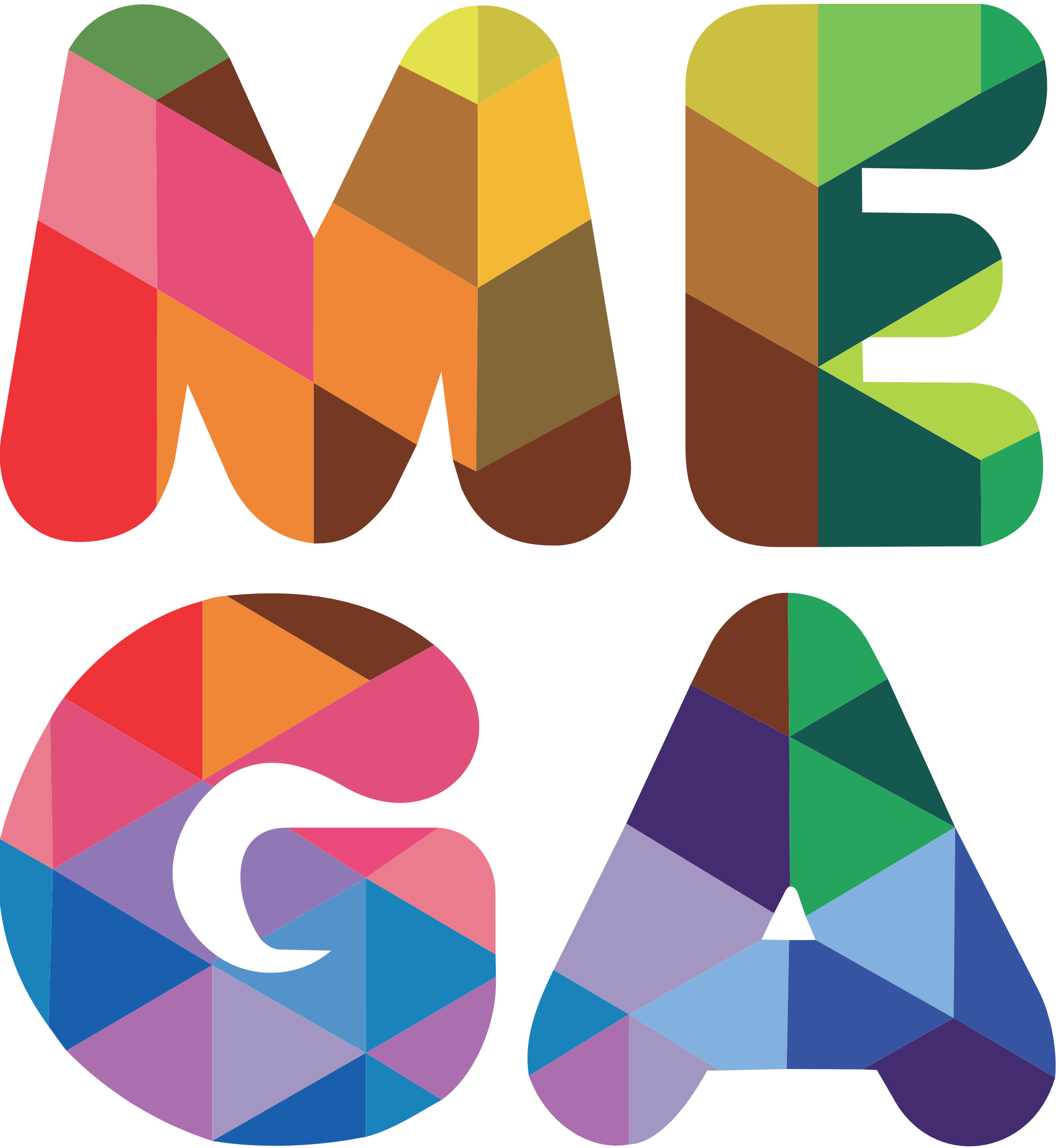
Primeiro logo do canal com as letras dentro de um quadrado usado de 2010 a 2013.
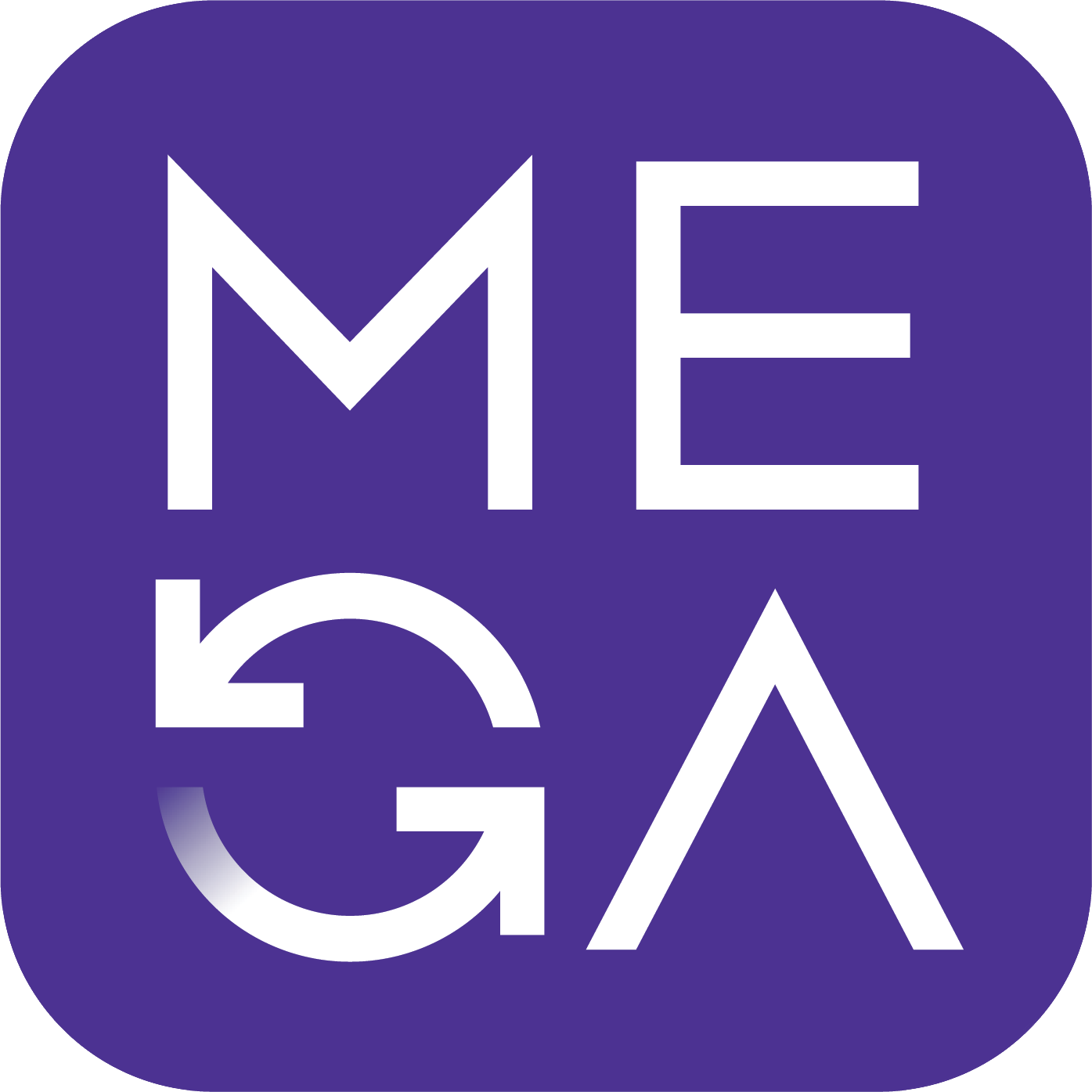
Segundo logo do canal com as letras dentro de um quadrado usado de 2013 a 2015.
Terceiro e atual logo do canal com as letras dentro de um quadrado usado desde 2015 a 2020.
Quarto e atual logo do canal com as letras dentro de um quadrado usado desde 2020.